# Tina Grütter
Tina Grütter (* 7. August 1942 in Derendingen) ist eine Schweizer Kunsthistorikerin, Kuratorin, Ausstellungsmacherin, Redakteurin und Autorin.

## Leben und Werk
Tina Grütter besuchte nach dem Gymnasium von 1962 bis 1963 Dr. Raebers Höhere Handelsschule in Zürich. Anschliessend war sie bis 1969 als Sekretärin, Redaktionsassistentin und Journalistin in verschiedenen Bereichen im In- und Ausland tätig. Zudem besuchte sie Kurse an der Allgemeinen Gewerbeschule Basel und an der Kunstgewerbeschule Bern.
Von 1970 bis 1976 studierte Grütter an der Universität Zürich Kunstgeschichte, Volkskunde und Germanistik. 1977 schrieb sie die Lizentiatsarbeit Der Tachismus in der Malerei der 50er-Jahre bei Emil Maurer und promovierte 1984 bei Maurer mit der Arbeit Melancholie und Abgrund. Die Bedeutung des Gesteins bei Caspar David Friedrich.
Tina Grütter war von 1972 bis 1980 Redaktorin der Schweizer Kunst. Zudem war sie von 1978 bis 1979 Zentralsekretärin der GSMBA. Als wissenschaftliche Assistentin war sie am Kunstmuseum Luzern und am Kunsthaus Zürich von 1982 bis 1984 tätig. Von 1984 bis 1986 unterrichtete sie Kunstgeschichte am Technikum Winterthur.
Grütter schrieb von 1976 bis 1986 für die Neue Zürcher Zeitung, für das Kunstbulletin und Archithese sowie für die Kunst-Nachrichten. Zudem war sie für die Sendung «Reflexe» des Schweizer Radio DRS tätig.
Von 1987 bis 1990 war sie für die Redaktionskommission des Kunstbulletins und von 1993 bis 2003 in der Eidgenössischen Kommission der Gottfried Keller-Stiftung und der Oskar Reinhart Sammlung in Winterthur tätig.
Von 1986 bis 2002 war Grütter Konservatorin der Kunstabteilung des Museum zu Allerheiligen in Schaffhausen. So war sie zuständig für deren gezielte Sammlungstätigkeit, für Ankäufe von Werken, für die Kunstvermittlung sowie die Förderung regionaler Künstler. Sie kuratierte u. a. die Ausstellung «Gesichter» (1993) und «Von den Dingen» (1996). Von 2002 bis 2004 war Grütter für das Schweizer Landesmuseum-Projekt «Kunst im Kontext» zuständig.
Tina Grütter ist Autorin zahlreicher Kataloge, Publikationen und Aufsätze zur Kunst des 19. und 20. Jahrhunderts und zur Schweizer Kunst. 1994 erhielt sie den Preis für Kunstvermittlung des Kantons Solothurn, 2007 den Georg-Fischer-Preis sowie den Kunstpreis der Stadt Schaffhausen.
Seit ihrer Pensionierung ist sie Kuratorin der Stiftung Wilfrid Moser, die sich dem Werk des Malers und Bildhauers Wilfrid Moser, ihres verstorbenen Lebenspartners, widmet.